# The Goddess
The Goddess è un serial muto del 1915 diretto da Ralph Ince. Fu il primo vero film a puntate prodotto dalla Vitagraph.
In quindici episodi, il serial aveva come protagonisti gli attori Anita Stewart e Earle Williams, che - sullo schermo - formavano una coppia di grande successo.

## Produzione
Dopo aver girato The Juggernaut, che era uscito sul mercato nell'aprile 1915, Ince si impegnò per tutto il resto dell'anno nella lavorazione dei quindici episodi del serial, prodotto dalla Vitagraph Company of America. The Goddess venne girato a Long Island e nel North Carolina.

## Distribuzione
Distribuito dalla Vitagraph Company of America, il film uscì nelle sale cinematografiche statunitensi il 9 maggio 1915.
Non si conoscono copie ancora esistenti del serial che viene considerato presumibilmente perduto.